# رومن جکیو
رومن جکیو (انگلیسی: Roman Jackiw؛ زادهٔ ۸ نوامبر ۱۹۳۹) فیزیک‌دان، و استاد دانشگاه اهل لهستان است. او استاد دانشگاه MIT بود.
وی همچنین برندهٔ جوایزی همچون کمک‌هزینه گوگنهایم، جایزه دنی هینمن در فیزیک ریاضی، و مدال دیراک شده‌است.